# Pelagia Majewska
Pelagia Teresa Majewska (* 26. April 1933 in Równe, Polen; † 12. Juli 1988 in Lissabon, Portugal) war eine polnische Segelfliegerin und Fluglehrerin. Sie stellte 17 Weltrekorde auf und starb bei der Überführung eines Löschflugzeugs PZL-M18 Dromader nach Setúbal.

## Sport
Majewska erlernte in Lublin das Fliegen und Fallschirmspringen. Mit ihrem zukünftigen Ehemann ging sie 1953 nach Warschau. Für den Aero Club Warschau nahm sie an zahlreichen Segelflugwettbewerben teil. Sie gewann zweimal den Internationalen Segelflugwettbewerb der FAI für Frauen – 1973 in Leszno und 1977 in Oerlinghausen und belegte 1975 in Leszno den zweiten Platz. Der gleiche Wettbewerb wurde 1979 erstmals als Europameisterschaft ausgetragen. Majewska erflog 17 Welt- und 21 nationale Rekorde. Als dritte Frau der Welt erfüllte sie die Bedingungen für das Goldene Segelflugabzeichen mit drei Diamanten. Als zweite Segelfliegerin erhielt sie 1960 die Lilienthal-Medaille der FAI. Majewska erhielt 1957 die erstmals vergebene Medal Tańskiego des polnischen Aero-Clubs.

## Auszeichnungen

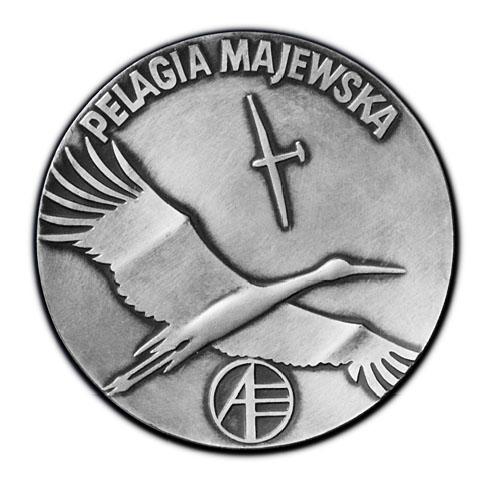
Pelagia-Majewska-Medaille

- Offizierskreuz des Orden Polonia Restituta (postum)
- Orden Polonia Restituta
- Verdienstkreuz der Republik Polen (Gold und Silber)
- Verdienstmedaille für die Landesverteidigung (Silber und Bronze)
- Verdienter Meister des Sports
- Medaille für herausragende sportliche Leistungen (mehrfach)
- 1956 Tańskiego-Medaille (1957 für das Jahr 1956)
- 1960 Lilienthal-Medaille der FAI

Zu Ehren Majewskas vergibt der Luftsportweltverband FAI seit 1989 jährlich die Pelagia-Majewska-Medaille an eine Segelflugpilotin. Die erste Medaille erhielt die Britin Ann Welch, die zweite Gisela Weinreich.

## Veröffentlichung
- Mit Andrzej Pazio: Nawigacja. Warszawa 1968.

## Segelflugweltrekorde für Frauen
Majewska stellte 17 von der FAI anerkannte Weltrekorde auf.
- Freier Streckenflug, 518,6 km – 1959 (?)
- Freier Streckenflug, 540,4 km – 1962
- Freier Streckenflug, 562,4 km – 1963
- Zielflug, 518,6 km – 1956 (D1)
- Zielflug, 518,6 km – 1958 (D2)
- Zielflug, 540,4 km – 1962
- Zielflug, 562,4 km – 1963
- Zielrückkehr, 341,9 km – 1956
- Zielrückkehr, 368,0 km – 1959
- Zielrückkehr, 457,0 km – 1963
- Zielrückkehr, 467,2 km – 1968
- Zielrückkehr, 617,4 km – 1980
- Geschwindigkeit im 100-km-Dreieck, 76,1 km/h – 1958
- Geschwindigkeit im 200-km-Dreieck, 66,5 km/h – 1956
- Geschwindigkeit im 300-km-Dreieck, 62,3 km/h – 1962
- Geschwindigkeit im 300-km-Dreieck, 68,5 km/h – 1963
- Geschwindigkeit im 300-km-Dreieck, 75,7 km/h – 1963